# Evangelischer Friedhof Kasinostraße

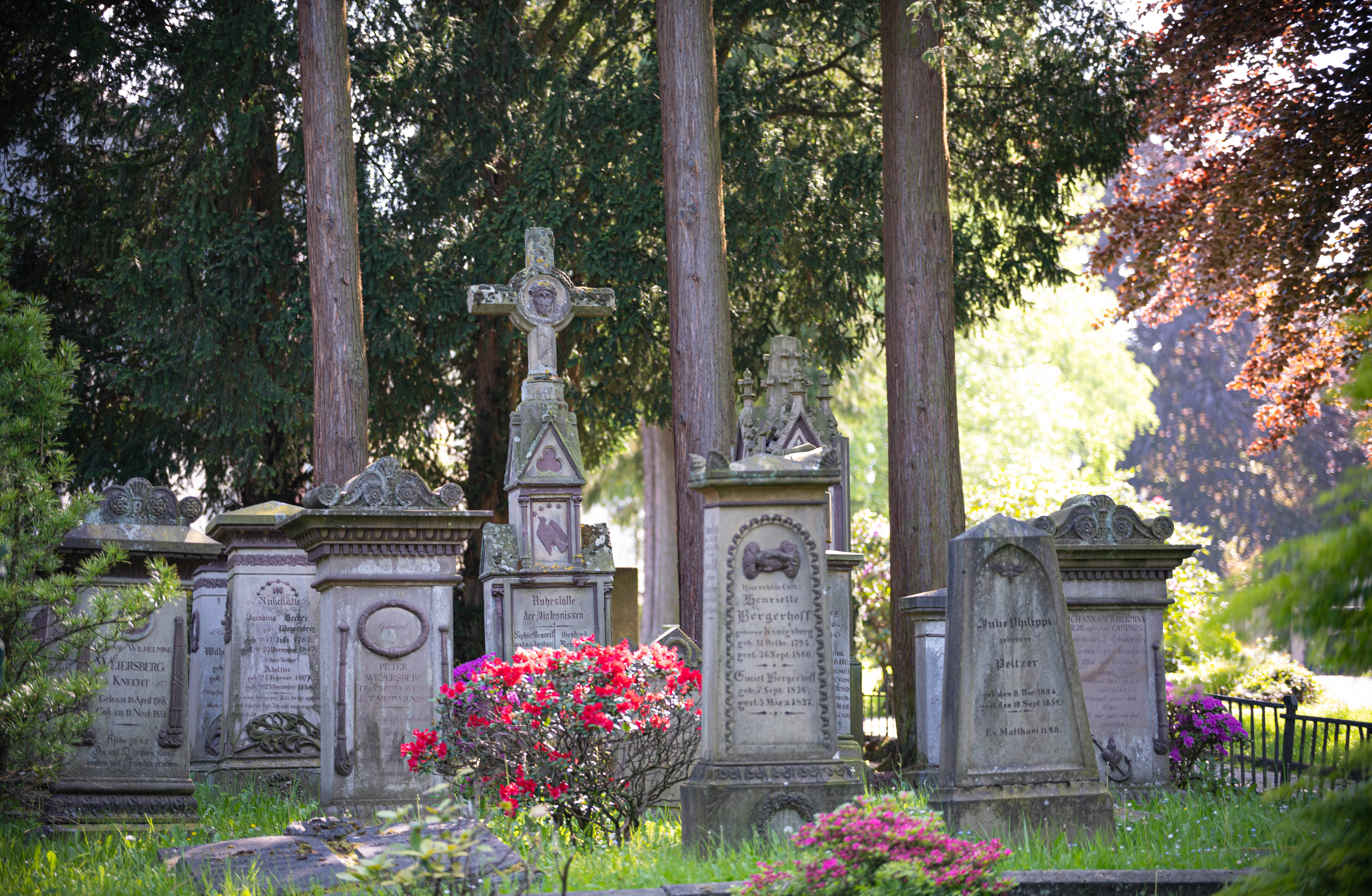
Historische Diakonissengrablege auf dem ev. Friedhof Kasinostraße

Der Evangelische Friedhof Kasinostraße ist der älteste noch genutzte Friedhof in der bergischen Großstadt Solingen. Er wurde 1804 eröffnet und wird vom evangelischen Kirchenkreis Solingen betrieben.

## Lage
Der Friedhof liegt im Stadtbezirk Solingen-Mitte nordöstlich der Solinger Innenstadt in der dortigen Nordstadt. Er befindet sich an der Kasinostraße, die nach Osten in den Talgrund nach Klauberg führt. Das Gelände, auf dem der Friedhof liegt, fällt entsprechend in östliche Richtung ab. Der Friedhof wird dabei im Osten durch den Bahndamm der heute als Radwanderweg ausgebauten Korkenziehertrasse begrenzt. Im Nordwesten bestehen Übergänge zum katholischen Friedhof St. Clemens, der an der Cronenberger Straße gegenüber dem Rathaus liegt. Die Gesamtfläche des Friedhofs beträgt 4,69 Hektar.

## Geschichte
Die Toten in Solingen wurden, wie auch anderenorts, jahrhundertelang auf dem Platz neben der Stadtkirche am Fronhof begraben, der als Kirch(fried)hof galt. Jährlich wurden dort im Schnitt 150 Personen beigesetzt. Aufgrund der Seuche der Roten Ruhr waren es im Jahr 1726 allerdings 541 Tote, so dass der Platz am Fronhof knapp wurde. Durch eine Bestimmung aus dem Jahr 1784 mussten Friedhöfe außerhalb der Stadt angesiedelt werden. So wurde die Fläche an der heutigen Kasinostraße erworben und am 9. Mai 1804 der dortige Friedhof eingeweiht.
Der Friedhof verfügt über eine 1937 eröffnete Friedhofskapelle, die 2010 umfassend saniert wurde. Sie hat 100 Sitzplätze für Begräbnisfeiern.
Auf dem Friedhof Kasinostraße sind zahlreiche prominente Persönlichkeiten und Industriellenfamilien der Solinger Stadtgeschichte begraben. Darunter sind Mitglieder der Unternehmerfamilien Beckmann, Christians, Hammesfahr, J. A. Henckels und Rasspe. Zu den dort begrabenen Persönlichkeiten zählen unter anderem August Dicke, Emil Kronenberg, Erna Rüppel, Jürgen Stohlmann und Peter Witte.
Im Dezember 2021 wurden auf dem Friedhof Kasinostraße 40 neue Laubbäume gepflanzt. Geplant ist der Aufbau eines Parkwalds mit einer Gesamtfläche von einem Hektar als Reaktion auf den Klimawandel. Möglich wird dies, weil durch den Trend zu immer weniger Sargbestattungen mehr Flächen auf dem Friedhof zur Verfügung stehen.

## Denkmalschutz
Seit dem 23. Dezember 1991 sind die Grabstätte von Isaac König (Feld 14, Nr. 363, 364 und 365) sowie zwei Grabstätten der Familie J. A. Henckels (Feld 1, Nr. 666–672, 704–710, 742–748 und Feld 15, Nr. 5, 6, 7, 8) in die Liste der Baudenkmäler in Solingen eingetragen.

Am 8. November 2010 wurde zudem die Grabstätte der Familie Beckmann unter Denkmalschutz gestellt. Sie war 1887 nach dem Tod des Mineralfarben- und Schmirgelfabrikanten Friedrich Beckmann von der Familie erworben worden. Sie ist im Stil des Historismus gestaltet; auf einem Sockel zwischen zwei Säulen steht eine lebensgroße Engelsfigur. Der Verband evangelischer Kirchengemeinden investierte 2014 rund 34.000 Euro aus Förder- und Eigenmitteln in die Sanierung der verfallenen Grabstätte. Das Engagement um ihren Erhalt würdigte der Bergische Geschichtsverein, Abteilung Solingen, im Jahr 2015 mit der Verleihung des Denkmalschutzpreises.

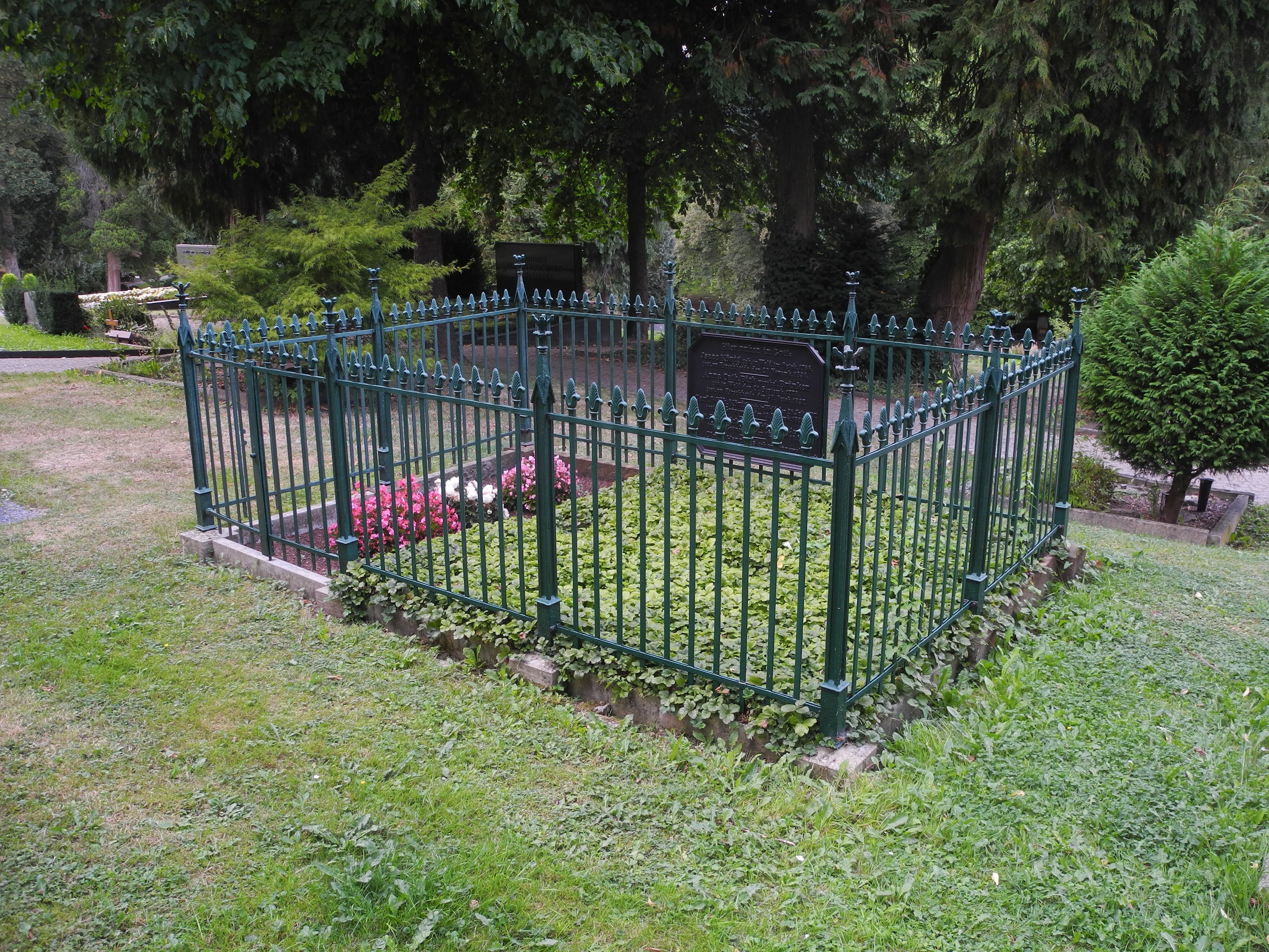
Grabstätte Isaac König
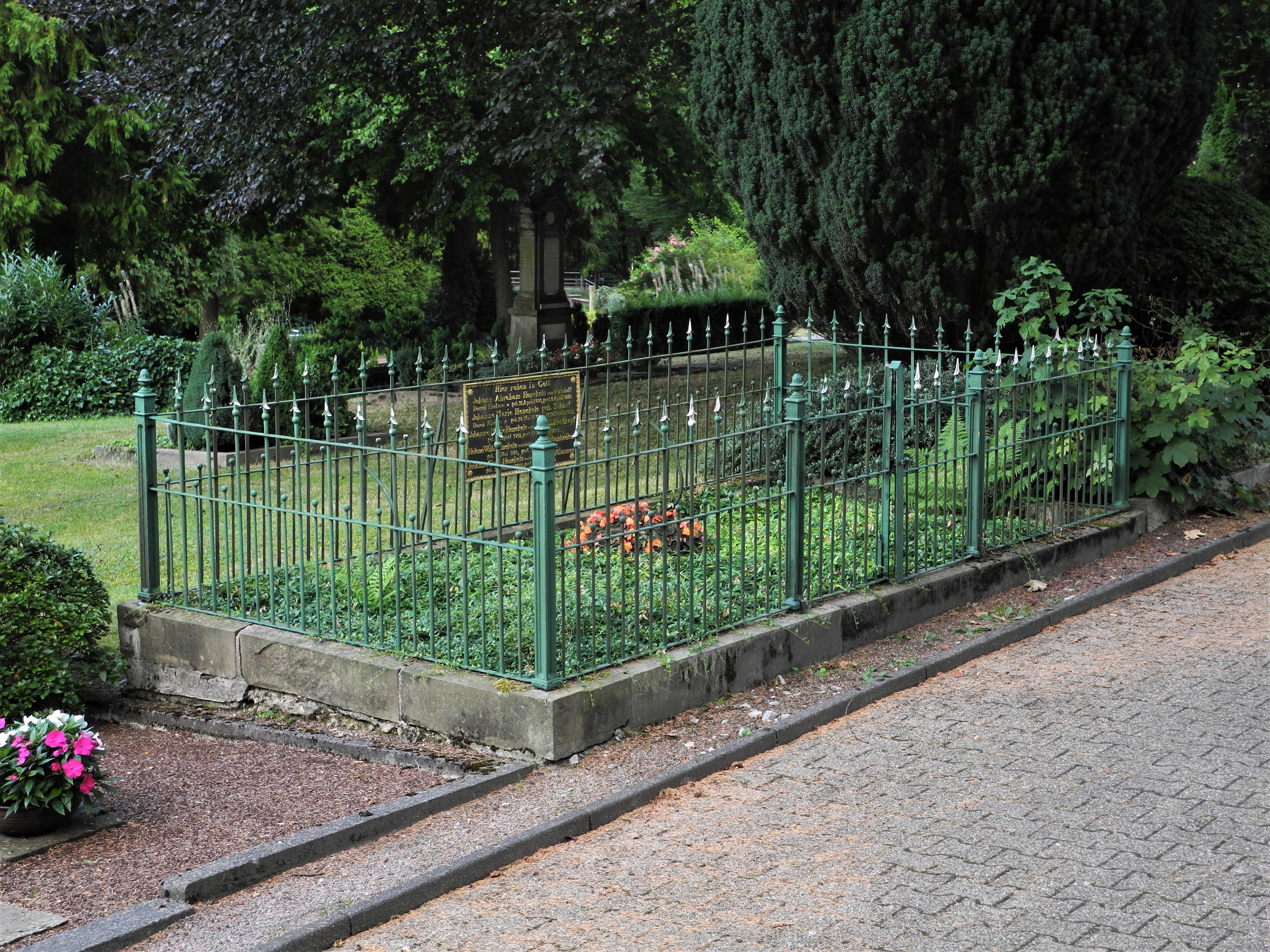
Grabstätte J. A. Henckels sen.
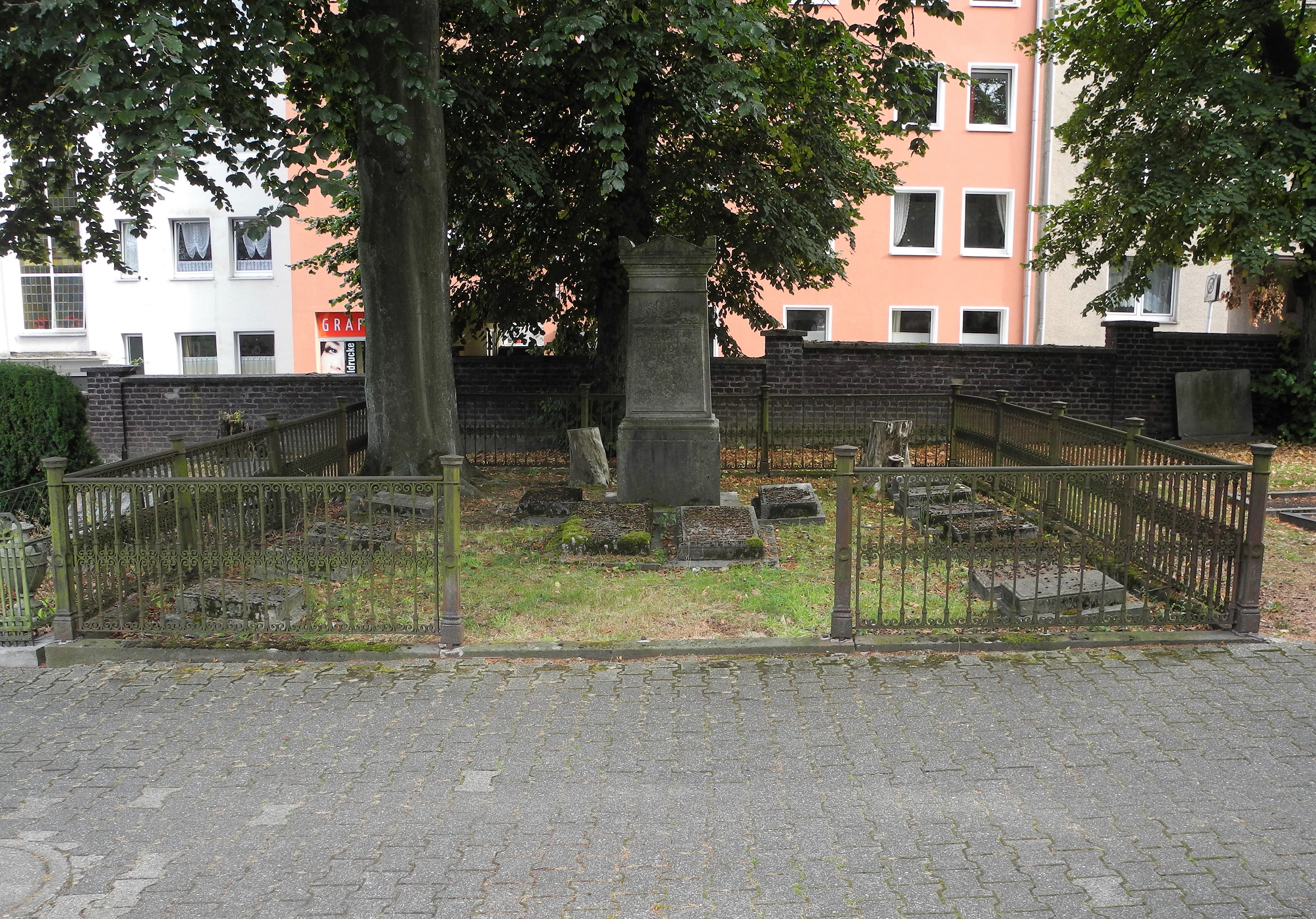
Grabstätte J. A. Henckels jun.
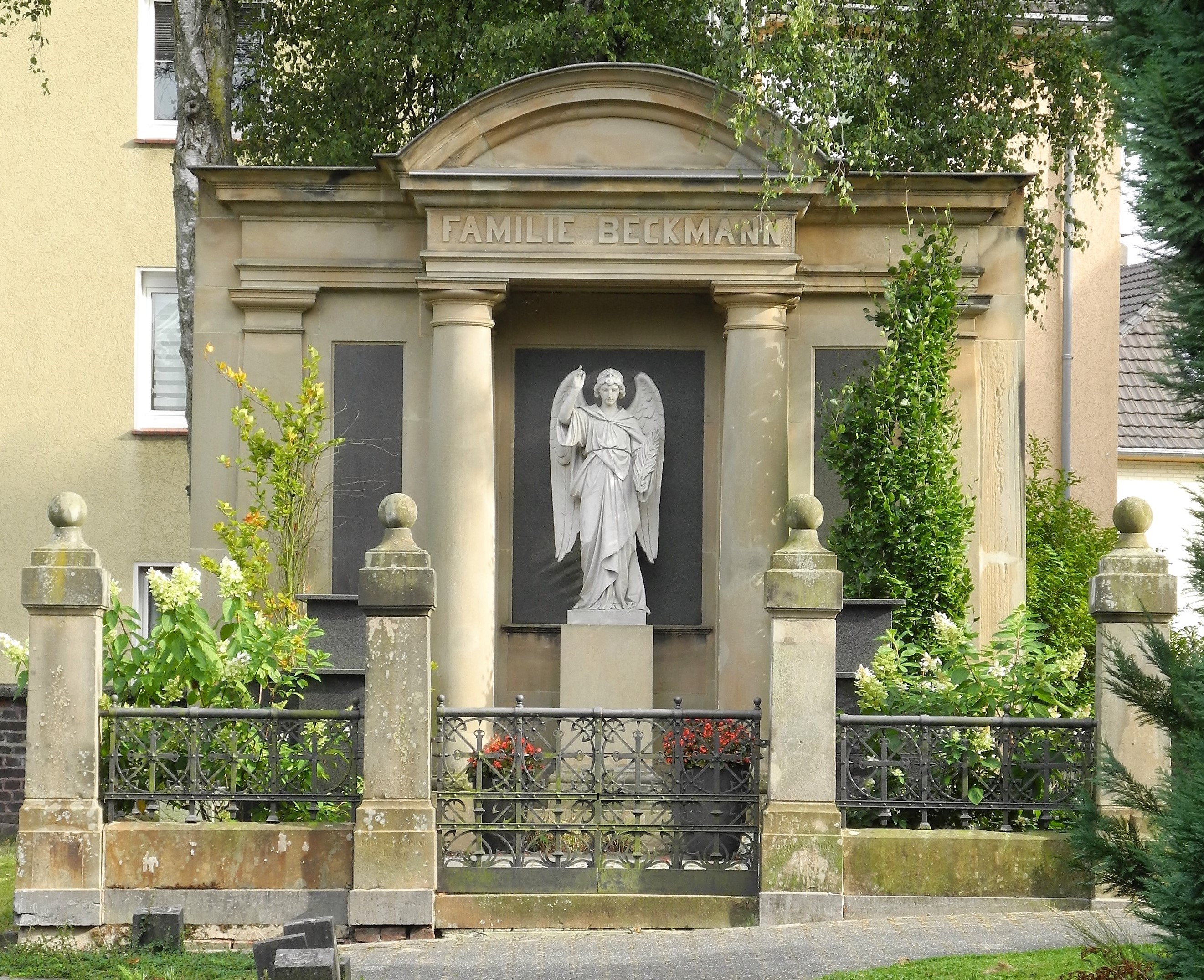
Grabstätte Beckmann